# Liste der Baudenkmale im Stadtbezirk Brackel
Die Liste der Baudenkmale im Stadtbezirk Brackel enthält die denkmalgeschützten Bauwerke auf dem Gebiet des Stadtbezirks Dortmund-Brackel in Nordrhein-Westfalen (Stand: 17. August 2025). Diese Baudenkmäler sind in der Denkmalliste der Stadt Dortmund eingetragen; Grundlage für die Aufnahme ist das Denkmalschutzgesetz Nordrhein-Westfalen (DSchG NRW).

Baudenkmäler sind „Denkmäler, die aus baulichen Anlagen oder Teilen baulicher Anlagen bestehen.“ Die Denkmalliste der Stadt Dortmund umfasst im Stadtbezirk Brackel 41 Baudenkmäler.
Weiterhin ist die neolithische und metallzeitliche Siedlungskammer Asseln-West am Asselner Hellweg als Bodendenkmal in Teil B der Denkmalliste der Stadt Dortmund eingetragen.
Der Stadtbezirk Brackel umfasst die Ortsteile Asseln, Brackel, Neuasseln, Wambel und Wickede.

## Liste der Baudenkmäler
Die Liste umfasst falls vorhanden eine Fotografie des Denkmals, als Bezeichnung falls vorhanden den Namen, sonst kursiv den Gebäudetyp, die Adresse, beim Hauptfriedhof eine kurze Übersicht des Denkmalumfangs sowie die Eintragungsnummer der Denkmalbehörde der Stadt Dortmund. Der Name entspricht dabei der Bezeichnung durch die Denkmalbehörde der Stadt Dortmund. Abkürzungen wurden teilweise zum besseren Verständnis aufgelöst, die Typografie an die in der Wikipedia übliche angepasst und Tippfehler korrigiert. Ehemalige Denkmäler sind am Ende ebenfalls aufgeführt.

| Bild           | Bezeichnung                                                                              | Lage                                                      | Beschreibung | Bauzeit                           | Eingetragen seit | Denkmal- nummer |
| -------------- | ---------------------------------------------------------------------------------------- | --------------------------------------------------------- | --- | --------------------------------- | ---------------- | --------------- |
| weitere Bilder | Siedlung Am Knie mit Relikten der ehemaligen Zeche Schleswig und der Straße Neuhammerweg | Am Knie 3–19 (ungerade) 10–32 (gerade) Neuhammerweg Karte | Der Denkmalumfang der 1922 errichteten Beamtensiedlung besteht aus neun Häusergruppen mit Einfriedungen, Nebengebäuden und Frei- und Verkehrsflächen, Pförtnerhaus mit Markenkontrolle und Zecheneingang, Straße Neuhammerweg mit Pflasterung, Baumbestand und der nördlich an die Siedlung grenzenden Einfriedung. | 1922                              | 1989-03-08       | A 0002          |
| weitere Bilder | ev. Pfarrkirche                                                                          | Brackeler Hellweg 140 Karte                               | Die ursprünglich Johannes dem Täufer geweihte Kirche wurde um 1190 als Pfeilerbasilika errichtet und 1491 in eine Hallenkirche umgestaltet. Gleichzeitig entstand die Sakristei. Der gotische Chor und der Turm wurden bereits Ende des 13. Jahrhunderts errichtet. Die Gemeinde trat 1554 als erste Gemeinde Dortmunds zum protestantischen Glauben über. | 1190                              | 1989-09-18       | A 0035          |
| weitere Bilder | ev. Luther-Kirche                                                                        | Asselner Hellweg 118a Karte                               | Die Kirche wurde 1904–1906 anstelle eines mittelalterlichen Vorgängerbaus nach Entwürfen des Hagener Architekten Gustav Mucke in neugotischen Formen errichtet. | 1904–1906 (Umbau und Erweiterung) | 1989-10-23       | A 0189          |
| weitere Bilder | Pferderennbahn                                                                           | Nußbaumweg 200 Karte                                      | Zu dem Denkmal gehören die Reserviertentribüne aus dem Jahr 1912, die Mitgliedertribüne aus dem Jahr 1921, rückwärtig eingebaut in das 1912 entstandene Waagegebäude für die Reiter, der zwischen beiden Tribünen 1924 für die Rennleitung erbaute Pavillon mit Verbindungsbrücke, die kleine Tribüne von 1912, der Totalisatorturm von 1924, das Gebäude mit Sattelboxen von 1913 und drei Fachwerkgebäude für die Wettannahme, zudem der halbrunde, von einer Rotdornhecke gerahmte Absattelplatz vor der Waage und das Rasengeläuf mit innerer Hecke. | 1912                              | 1989-10-25       | A 0203          |
| weitere Bilder | Wohnhaus                                                                                 | Brackeler Hellweg 72 Karte                                | Die Bauakte des Wohnhauses beginnt erst 1905 mit dem Bau eines Kanalanschlusses. | 1905                              | 1989-11-07       | A 0223          |
| weitere Bilder | Wohn- und Geschäftshaus                                                                  | Brackeler Hellweg 179 Karte                               | Die Klinkerfassaden wurde 1902 durch Carl Meierling für den Gastwirt Wilhelm Meierling an das bestehende Wohnhaus und den Saalanbau massiv neu vorgebaut. Dabei wurden auch Veränderungen im Inneren vorgenommen. | 1902 (Umbau)                      | 1989-11-07       | A 0224          |
| weitere Bilder | Wohnhaus                                                                                 | Cäcilienstraße 19 Karte                                   | Das Gebäude wurde 1925 durch den Architekten Adolf Riekenberg errichtet. | 1925                              | 1989-11-07       | A 0225          |
| weitere Bilder | Wohnhaus                                                                                 | Im Eck 13 Karte                                           | Das Fachwerkgebäude wurde Anfang des 19. Jahrhunderts vermutlich als Einlieger-Wohnhaus errichtet. | um 1825                           | 1989-11-07       | A 0226          |
| weitere Bilder | Spenglerei Schoof (Fachwerkwohnhaus)                                                     | Wickeder Straße 22 Karte                                  | Das Fachwerkwohnhaus wurde 1825 nach Inschrift am Torbalken von Jobst Henderich von Bilmerich, genannt Bollte, als Fachwerkhaus errichtet. Die rückwärtige Giebelwand gehört nicht mehr zum Denkmalumfang. | 1825                              | 1989-11-07       | A 0229          |
| weitere Bilder | Wohn- und Geschäftshaus                                                                  | Asselner Hellweg 93 Karte                                 | 1906 wurde das Gebäude durch den Bauunternehmer Heinrich Säck für den Apotheker Ludwig Schulte errichtet. | 1906                              | 1989-11-07       | A 0230          |
| weitere Bilder | Wohn- und Geschäftshaus                                                                  | Asselner Hellweg 152 Karte                                | Das Gebäude wurde kurz vor 1900 errichtet. | um 1895                           | 1989-11-07       | A 0231          |
| weitere Bilder | ehem. Hof Reckermann                                                                     | Asselner Hellweg 100 Karte                                | Das Gebäude wurde 1882 von C. Reckermann und L. Uebbemann mit Fassaden im Stil des Neoklassizismus errichtet. | 1882                              | 1989-11-07       | A 0232          |
| weitere Bilder | ehem. Hof Sybrecht                                                                       | Asselner Hellweg 106 Karte                                | Der Hof ist das kurz vor 1900 errichtete Wohnhaus eines historischen Rittersitzes. Seine erste urkundliche Erwähnung erfolgte bereits 1340. Nach Aufgabe der landwirtschaftlichen Hofstelle gab es zahlreiche Um- und Neubauten auf dem Anwesen, daher wurde nur die Fassade des Wohnhauses unter Schutz gestellt, die im Stil des Neoklassizismus gestaltet ist. | um 1895                           | 1989-11-07       | A 0234          |
| weitere Bilder | Alte Post                                                                                | Brackeler Hellweg 145 Karte                               | Ursprünglich war die Alte Post ein landwirtschaftliches Gebäude, das sich aus drei Einzelhäusern zusammensetzte. Am Torbalken des großen Deelentores nennt die Inschrift das Baudatum 1754. Das Gebäude beherbergte auch die Postmeisterei von Brackel und eine Gaststätte. | 1754                              | 1989-11-07       | A 0235          |
| weitere Bilder | Wohnhaus                                                                                 | Am Hagedorn 13 Karte                                      | Das Gebäude wurde kurz vor 1900 im Stil der Neorenaissance errichtet. Unter Schutz steht die Außenarchitektur ohne Rückfassade (Gartenseite) und das konstruktive Innengerüst aus der Erbauungszeit. Der seitliche rückwärtige Anbau gehört nicht zum Denkmalumfang. | um 1895                           | 1989-11-09       | A 0250          |
| weitere Bilder | Fachwerkhaus                                                                             | Am Hagedorn 56 Karte                                      | Der Kotten wurde nach einer Inschrift am Torbalken 1873 durch Gotfried Heinrich Braße und Lisette Althoff erbaut. | 1873                              | 1989-11-09       | A 0251          |
| weitere Bilder | Wohnhaus                                                                                 | Am Hagedorn 58 Karte                                      | Es handelt sich um eine ehemalige landwirtschaftliche Hofstelle aus der zweiten Hälfte des 19. Jahrhunderts, die aus einem Wohnteil aus Fachwerk und einem massiven Quertrakt besteht. | um 1875                           | 1989-11-09       | A 0252          |
| weitere Bilder | Ev. Pfarrkirche Wickede                                                                  | Wickeder Hellweg 80 Karte                                 | Das Gebäude wurde um 1250 als dreischiffige, zweijochige Hallenkirche mit gerade geschlossenem Chor und Westturm errichtet. | um 1250                           | 1989-11-28       | A 0281          |
| weitere Bilder | Ehem. Kommende einschließlich Einfriedung und Tor                                        | Brackeler Hellweg 144 Karte                               | Es handelt sich um Relikte der seit 1290 urkundlich nachgewiesen Deutsch-Ordens-Kommende, einer der neun Niederlassungen des Deutschen Ritterordens in Westfalen. Er übte großen Einfluss auf das dörfliche und kirchliche Leben in Brackel aus. Als während der Reformation das Dorf und die Kirche zum Protestantismus übertraten, blieb die Kommende katholisch. Von den mittelalterlichen Gebäuden sind nur geringe Reste erhalten, die neuzeitlich umbaut sind. Die seit 1542 errichteten Umfassungsmauern wurden 1953 am Hellwegteil zur Verbreiterung der Straße zurückverlegt und mit ihrem Einfahrtstor von 1716 in alter Form wiederhergestellt. Ältester Teil der Kommende ist ein zum Hellweg hin gerichteter, abgewinkelter 2–3-geschossiger Bau mit steilen, teils abgewalmten Dächern, dessen Grundmauern aus dem 15. Jahrhundert stammen. Das mehrfach zerstörte Gebäude wurde 1952–1954 wieder aufgebaut und 1967 restauriert. Von der Innenausstattung sind zwei Kamine mit Wappen aus dem 16. und 17. Jahrhundert unter Schutz gestellt. | 1290 (erste Erwähnung)            | 1989-11-30       | A 0301          |
| weitere Bilder | Bahnwärterhaus                                                                           | Altwickeder Hellweg 202 Karte                             | Bei dem Bundesbahnwärterhaus handelt es sich um einen typischen Zweckbau aus der Zeit von 1876 bis ca. 1900, der in diesem äußerlich nahezu intakten Zustand von hohem Seltenheitswert ist. | um 1890                           | 1990-02-09       | A 0355          |
| weitere Bilder | ehem. Hof Westecker                                                                      | Flughafenstraße 21 Karte                                  | Der 1789 errichtete Hof war ein historischer Reichshof, der dem Schultenhof unterstellt war. Die Westfassade mit dem großen Deelentor wurde 1861 massiv neu errichtet, ebenso die Südwand des Wirtschaftsteiles. Die meisten Fenster stammen noch aus der zweiten Hälfte des 19. Jahrhunderts. Zur ehemaligen Hofanlage gehörten Scheunen und Stallgebäude, die 1983 abgerissen wurden. | 1789                              | 1990-05-23       | A 0381          |
| weitere Bilder | ehem. Kotten Beckhof                                                                     | Brackeler Hellweg 140 Karte                               | Nach Inschrift am Torbalken wurde das Gebäude 1813 von Johann Bernhard Beckhof errichtet. Das Gebäude wurde 1987 von Brackeler Hellweg 117 nach Brackeler Hellweg 140 transloziert. | 1813                              | 1991-01-29       | A 0413          |
| weitere Bilder | Kriegerdenkmal 1870/71                                                                   | Wickeder Hellweg 80 Karte                                 | Das Kriegerdenkmal für die Kriege von 1866 und 1870–1871 wurde kurz nach 1871 errichtet. Die Ausführung oblag der Firma Steinweg aus Unna. Sie arbeitete in Auftrag des Krieger- und Landwehrvereins Wickede. | 1871                              | 1991-01-29       | A 0426          |
| weitere Bilder | ehem. Hof Goßlich                                                                        | Brackeler Hellweg 152 Karte                               | Das bäuerliches Haupthaus vom Typ des Niederdeutschen Hallenhauses ist laut Inschriftlich 1747 erbaut. Es ist das älteste erhaltene Fachwerkgerüst im Ortsteil Brackel. Der Wohnteil wurde um 1800 erweitert. Dies dokumentiert die veränderten Wohnvorstellungen der ländlichen Bevölkerung seit dem ausgehenden 18. Jahrhundert. | 1747                              | 1992-08-05       | A 0559          |
| weitere Bilder | katholische Kirche St. Clemens mit Pfarrhaus                                             | Flughafenstraße 50/52 Karte                               | Die Kirche wurde 1912–1913 in neugotischen Formen erbaut. Sie ist aufgrund städtebaulicher Planung gewestet. Das zur Kirche gehörende Pfarrhaus wurde 1908–1909 errichtet. Unter Schutz stehen nur die Außenwände. | 1912–1913                         | 1992-11-26       | A 0565          |
| weitere Bilder | Wohnhaus mit Meilenstein                                                                 | Wambeler Hellweg 35 Karte                                 | Das Gebäude stammt vermutlich aus der frühen zweiten Hälfte des 19. Jahrhunderts. Der kleine Kilometerstein rechts des Hauses markiert 1,4. | um 1875                           | 1992-12-17       | A 0567          |
| weitere Bilder | katholische Kirche St. Joseph                                                            | Asselner Hellweg 86b Karte                                | Die dreischiffige Hallenkirche wurde 1892 in neugotischen Formen ausgeführt. | 1892                              | 1993-08-12       | A 0648          |
| weitere Bilder | ehem. Kotten                                                                             | Reichshofstraße 37a Karte                                 | Das Fachwerkhaus wurde laut Balkeninschrift auf der rechten Traufseite 1812 errichtet. | 1812                              | 1994-06-24       | A 0693          |
| weitere Bilder | ehem. Kotten                                                                             | Pleckenbrink 30 Karte                                     | Das geschossweise abgezimmerte Fachwerkhaus wurde in der zweiten Hälfte des 19. Jahrhunderts erbaut. Die rechte Haushälfte war ursprünglich ein als Querdeele ausgebildeter Wirtschaftstrakt, der 1956 zu Wohnzwecken umgebaut wurde. | um 1875                           | 1994-08-18       | A 0704          |
| weitere Bilder | ehem. landwirtschaftliches Gebäude                                                       | Oesterstraße 30 Karte                                     | Das Längsdeelenhaus wurde 1834 errichtet. Die Bauherren waren nach Torbalkeninschrift Johan Heinrich Epking und Catharina Wilhelmina Corne. Die massiven Nachkriegsanbauten stehen nicht mit unter Schutz. | 1834                              | 1994-09-23       | A 0729          |
| weitere Bilder | ehem. landwirtschaftliches Gebäude                                                       | Asselner Hellweg 153 Karte                                | Der Vierständerbau wurde als Längsdeelenhaus um 1800 errichtet. Die Süd- und Westwand wurden 1933 in massiver Steinbauweise renoviert. Unter Schutz steht die Außenarchitektur des ehem. Längsdeelenhauses mit Innerem des ehem. Wirtschaftsteiles sowie das konstruktive Innengerüst im Wohnteil aus der Zeit der Bebauung. | um 1800                           | 1994-09-23       | A 0730          |
| weitere Bilder | ehem. landwirtschaftliches Gebäude                                                       | Asselner Hellweg 157 Karte                                | Der Vierständerbau wurde um 1840 als Längsdeelenhaus errichtet. Der Westgiebel mit Wirtschaftstor wurde laut Torbogeninschrift 1898 massiv in Backstein erneuert. Die Anbauten an der südlichen Traufseite (Gartenseite) gehören nicht zum Denkmalumfang. | um 1840                           | 1994-09-23       | A 0731          |
| weitere Bilder | ehem. landwirtschaftliches Gebäude                                                       | Rüpingstraße 32 Karte                                     | Das Fachwerkgebäude entstand wohl um die Mitte des 19. Jahrhunderts. Zum Gebäude gehörte noch ein Stallanbau, der inzwischen abgerissen wurde. | Mitte 19. Jahrhundert             | 1994-11-22       | A 0742          |
| weitere Bilder | ehem. landwirtschaftliches Gebäude                                                       | Asselner Hellweg 151 Karte                                | Das Gebäude wurde um 1840 errichtet. 1902 wurden die Geschosse erhöht und der Dachraum in den Wohnraum einbezogen. | um 1840                           | 1995-06-22       | A 0823          |
| weitere Bilder | Wohn- und Wirtschaftsgebäude                                                             | Brackeler Hellweg 17 Karte                                | Das Wohnhaus wurde im letzten Viertel des 19. Jahrhunderts errichtet. Im Innern ist noch die ursprüngliche Raumstruktur vorhanden. Der niedrige, eingeschossige Wirtschaftsanbau gehört zum Denkmalumfang, die rückwärtigen Anbauten an den Wirtschaftstrakt nicht. | um 1890                           | 1998-08-31       | A 0876          |
| weitere Bilder | Queerdeelenhaus in Fachwerk                                                              | Brackeler Hellweg 85 Karte                                | Das traufenständige Querdeelenhaus wurde zu Wohnzwecken umgebaut. Der Denkmalumfang besteht aus der Außenarchitektur mit dem konstruktiven Innengerüst aus der Zeit der Erbauung (ohne Veränderung der Umbauten aus den 1930er und 1950er Jahren) sowie dem östlich angebauten, eingeschossigen Fachwerkanbau. | unbekannt                         | 1998-12-18       | A 0888          |
| weitere Bilder | Wohnhaus und Wirtschaftsgebäude                                                          | Asselburgstraße 30 Karte                                  | Das Wohnhaus stammt aus dem letzten Drittel des 19. Jahrhunderts. Das als Scheune und Stallgebäude errichtete Wirtschaftsgebäude aus Backstein im Rundbogenstil stammt aus der zweiten Hälfte des 19. Jahrhunderts. | um 1880                           | 2001-09-11       | A 0931          |
| weitere Bilder | Holzturnhalle                                                                            | Hörder Straße 29 Karte                                    | Die zerlegbare und transportable Turnhalle nach dem System Döcker-Turnhall wurde 1922 errichtet. | 1922                              | 2005-05-24       | A 0963          |
| weitere Bilder | jüdischer Friedhof Wickede                                                               | Am Bockumweg Fränkischer Friedhof Karte                   | Der jüdische Friedhof der Gemeinde Wickede besteht seit etwa 1840. 1938 wurde er aus antisemitischen Motiven zerstört. Die hier 1946 geschaffene Anlage besteht aus sieben Grabtafeln und einem Gedenkstein. Die Grabtafeln sind in der Mehrzahl Nachbildungen. | 1840                              | 2006-05-15       | A 0992          |
| weitere Bilder | Hauptfriedhof                                                                            | Am Gottesacker 25 Karte                                   | Bedingt durch die sprunghafte Stadtentwicklung und dem daraus resultierenden erhöhten Bedarf wurde 1920 mit dem Bau des Hauptfriedhofs unter der städtischen Leitung von Stadtbaurat Hans Strobel begonnen. Der Entwurf dazu war ein Ergebnis eines Wettbewerbes, bei dem der erste Preis den Architekten Gustav Allinger, Heinrich Strunck und Josef Wentzler zuerkannt wurde. Noch bevor alle Arbeiten 1926 planmäßig beendet waren, eröffnete man 22. Juni 1922 den Zentralfriedhof. Der Denkmalumfang besteht aus: 1. gesamte Friedhofsanlage 2. Trauerhalle 3. Urnenhalle 4. Umbauter Hof mit Torbögen 5. Unterstell- und Toilettenhäuschen 6. Nebeneingangsgebäude mit Tor 7. Jüdische Abteilung mit 349 Grabsteinen und einem Gedenkstein für die jüdischen Opfer der Nazizeit. 8. Ausländerabteilung 9. 27 Grabstätten. | 1926                              | 2008-03-11       | A 1037          |
| BW             | Kriegerdenkmal um 1872                                                                   | bei Asselner Hellweg 118a Karte                           | Das Kriegerdenkmal wurde um 1872 durch die Asselner Kirchengemeinde und den Krieger- und Landwehrverein Asseln errichtet. | 1872                              | 2014-04-07       | A 1052          |

Ehemalige Baudenkmäler
| Bild           | Bezeichnung                  | Lage                     | Beschreibung                                            | Bauzeit | Eingetragen seit | Denkmal- nummer |
| -------------- | ---------------------------- | ------------------------ | ------------------------------------------------------- | ------- | ---------------- | --------------- |
| weitere Bilder | landwirtschaftliches Gebäude | Reichshofstraße 40 Karte | Abgerissen 2017, an der Stelle steht nun ein Wohnblock. |         |                  | A 0614          |